# Jindřichov (powiat Šumperk)
Jindřichov – gmina w Czechach, w powiecie Šumperk, w kraju ołomunieckim. Według danych z dnia 1 stycznia 2012 liczyła 1324 mieszkańców.
Dzieli się na cztery części:
- Jindřichov
- Habartice
- Nové Losiny
- Pusté Žibřidovice

Zobacz też:
- Jindřichov